# Río Yagua
Pour les articles homonymes, voir Yagua.
Le río Yagua est un cours d'eau de l'Amazonie vénézuélienne. Situé dans l'État d'Amazonas, il se jette à proximité de la localité de Yagua en rive droite de l'Orénoque dont il est l'un des principaux affluents.